# Романовка (Сынжерейский район)
Романовка (рум. Romanovca) — село в Сынжерейском районе Молдавии. Наряду с сёлами Пепены, Новые Пепены и Рэзэлэй входит в состав коммуны Пепены.

## География
Село расположено на высоте 120 метров над уровнем моря.

## Население
По данным переписи населения 2004 года, в селе Романовка проживает 103 человека (51 мужчина, 52 женщины).
Этнический состав села:
| Национальность | Число жителей | Процентный состав |
| -------------- | ------------- | ----------------- |
| молдаване      | 97            | 94.17             |
| украинцы       | 6             | 5.83              |
| Всего          | 103           | 100%              |